# Jesse James (konstruktor)
Jesse Gregory James (ur. 19 kwietnia 1969 w Lynwood) – amerykański konstruktor motocykli i producent filmowy, były dyrektor generalny Austin, Texas-based Austin Speed Shop.
Wbrew obiegowym plotkom, nie jest spokrewniony z bandytą i rewolwerowcem Jessem Jamesem.

## Życiorys

### Wczesne lata
Urodził się w Lynwood w stanie Kalifornia jako drugie dziecko Larry’ego i Carol James. Jego rodzice byli sprzedawcami antyków. Wychowywał się na Long Beach w Kalifornii z siostrą Julie. Uczęszczał do Uniwersytetu Kalifornijskiego w Riverside.
Od dzieciństwa był zafascynowany motocyklami, a w 1992 w garażu swojej matki na Long Beach otworzył własny sklep West Coast Choppers. Firma stała się konstruktorem motocykli w cenie 100 tys. dolarów i więcej. Jego motory przyciągały sławnych klientów, takich jak Shaquille O’Neal czy Kid Rock, którzy z kolei ściągnęli uwagę Discovery Channel.

### Kariera
Przez kilka lat pracował jako ochroniarz zespołów rockowych, w tym Nirvana, Metallica, Danzig, Slayer i Soundgarden, a także Madonny.
Od 23 czerwca 2002 do 12 czerwca 2006 był gospodarzem programu telewizyjnego Discovery Channel Monster Garage. Po serii około 90. odcinków zrezygnował z prowadzenia programu, a producenci zrezygnowali z produkcji dalszych odcinków bez udziału Jamesa. Wziął też udział w grze komputerowej Tony Hawk’s Underground 2 (2004). Zajął trzecie miejsce w ósmym sezonie Celebrity Apprentice (2009).
Od 31 maja 2009 do sierpnia 2010 prowadził program telewizyjny Spike TV Jesse James będzie trupem (Jesse James is a Dead Man).
W 2011 podpisał umowę na napisanie pamiętnika z wydawnictwem Simon & Schuster.

## Życie prywatne
W latach 1991–2002 był żonaty z Karlą James, z którą ma syna Jessego Jamesa Jr. i córkę Chandler. 20 października 2002 zawarł związek małżeński z aktorką porno Janine Lindemulder, z którą ma córkę Sunny (ur. 1 stycznia 2004). W 2004 doszło do rozwodu. 16 lipca 2005 poślubił aktorkę Sandrę Bullock, z którą wychowywał swoje dzieci z poprzednich związków. W kwietniu 2010 Sandra Bullock, po jego ekscesach seksualnych z wieloma kobietami, w tym z wytatuowaną modelką Michelle „Bombshell” McGee, złożyła wniosek o rozwód i sąd w czerwcu 2010 przychylił się do jej wniosku. Od sierpnia 2010 do września 2011 był zaręczony z artystką tatuażu Kat Von D. W 2012 związał się z Alexis Dejorią. Pobrali się 24 marca 2013 w posiadłości ojca panny młodej, przedsiębiorcy Johna Paula DeJorii. W marcu 2020 James ogłosił rozstanie z DeJorią po siedmiu latach małżeństwa, stwierdzając, że „nasze życie zmierzało w różnych kierunkach”. Od końca 2021 James był w nieformalnym związku z byłą aktorką porno Bonnie Rotten, z którą ożenił się 25 czerwca 2022. Rotten była skłonna do złożenia pozwu o rozwód, ale wkrótce go unieważniła. Mają syna Bishopa Morrisona Jamesa (ur. 25 czerwca 2023).